# Опсада Мостара
Опсада Мостара вођена је током Рата у Босни и Херцеговини прво 1992. године, а затим поново од 1993. до 1994. године. У почетку је трајао између априла 1992. и јуна 1992., укључивао је Хрватско вијеће одбране (ХВО) и Армију Републике Босне и Херцеговине (АРБиХ) у борби против Југословенске народне армије (ЈНА) којом су доминирали Срби након што је Босна и Херцеговина прогласила независност од Југославије . Та фаза је завршена у јуну 1992. након успјеха операције Шакал коју су покренуле Хрватска војска (ХВ) и ХВО. Усљед прве опсаде око 90.000 становника Мостара је побјегло, а бројни вјерски објекти, културне институције и мостови су оштећени или уништени.
Како је шири сукоб сазревао и политички крајолик се мењао, босански Хрвати и Бошњаци су почели да се боре једни против других, што је кулминирало Хрватско-бошњачким ратом . У периоду од јуна 1993. до априла 1994. године ХВО је опсједао источни Мостар с концентрацијом Бошњака, што је резултирало смрћу бројних цивила, прекидом хуманитарне помоћи, оштећењем или уништењем десет џамија и дизањем у зрак историјског Старог моста. Непријатељства су окончана потписивањем Вашингтонског споразума у марту 1994. и оснивањем Хрватско-бошњачке федерације .

## Позадина
Срби у Хрватској и Босни и Херцеговини су 1990. и 1991. године прогласили један број „ српских аутономних области “. Срби су користили добро опремљену Југословенску народну армију (ЈНА) у одбрани ових територија.  Већ у септембру или октобру 1990. ЈНА је почела да наоружава босанске Србе и организује их у милиције. До марта 1991. ЈНА је подијелила око 51.900 комада ватреног оружја српским паравојним јединицама и 23.298 комада ватреног оружја Српској демократској странци (СДС).  Хрватска влада је 1991. и почетком 1992. почела да наоружава Хрвате на подручју Херцеговине, очекујући да ће Срби проширити рат на Босну и Херцеговину.  То је такође помогло наоружавању бошњачке заједнице. Од јула 1991. до јануара 1992. ЈНА и српске паравојне јединице користиле су босанску територију за нападе на Хрватску.  Током рата у Хрватској, босански председник Алија Изетбеговић дао је телевизијску прокламацију неутралности, наводећи да "ово није наш рат", а да сарајевска влада не предузима одбрамбене мере против могућег напада босанских Срба и ЈНА. 
Дана 25. марта 1991. године, хрватски председник Фрањо Туђман састао се са председником Србије Слободаном Милошевићем у Карађорђеву, како се наводи, како би разговарали о подели Босне и Херцеговине .   У новембру је основана аутономна Хрватска заједница Херцег-Босна (ХЗ ХБ), која је тврдила да нема сецесиони циљ и да ће служити као "правни основ за локалну самоуправу". Она је обећала да ће поштовати босанску владу под условом да Босна и Херцеговина буде независна од "бивше и сваке врсте будуће Југославије".  За њеног председника установљен је Мате Бобан .  Туђман је у децембру, у разговору са лидерима босанских Хрвата, рекао да „из перспективе суверенитета, Босна и Херцеговина нема перспективе“ и препоручио да хрватска политика „подржава суверенитет [Босне и Херцеговине] све док то Хрватској више не одговара“. 
Након учешћа ЈНА у Домовинском рату, мостарски Хрвати су јединице ЈНА сматрали окупаторском снагом. Она се доживљавала као сила пријатељска према Србима и непријатељска према Хрватима и Бошњацима (босанским Муслиманима). Дана 4. фебруара 1992. локални хрватски грађани блокирали су путеве од Мостара до Читлука и Широког Бријега у знак протеста због понашања резервиста ЈНА на том подручју. Срби су 6. фебруара блокирали пут од Мостара до Сарајева.  У Босни и Херцеговини је 29. фебруара и 1. марта 1992. одржан референдум о независности . Бошњачки и босански Хрвати гласачи су снажно подржавали независност, док су босански Срби углавном бојкотовали референдум. Већина бирача гласала је за независност и 3. марта 1992. председник Алија Изетбеговић је прогласио независност од Југославије, коју је Хрватска одмах признала.
Дана 14. марта дошло је до пуцњаве у Мостару на касарну ЈНА у граду. Сљедећег дана грађани Мостара су поставили барикаде и тражили повлачење снага ЈНА. Дана 1. априла дошло је до сукоба између ЈНА и хрватских снага у неколико околних села и јужном предграђу Јасенице.  Босански Хрвати су 8. априла организовани у Хрватско вијеће обране (ХВО).  Придружио се и поприличан број Бошњака.  Дана 15. априла формирана је Армија Републике Босне и Херцеговине (АРБиХ), са нешто више од две трећине трупа које су чинили Бошњаци и скоро једну трећину Хрвати и Срби.  Влада у Сарајеву се борила да се организује и формира ефикасну војну силу против Срба. Изетбеговић је све своје снаге концентрисао на задржавање контроле над Сарајевом. У остатку Босне и Херцеговине, влада се морала ослонити на ХВО, који је већ формирао своју одбрану, да заустави напредовање Срба.  

## Април 1992 – јун 1992 опсада

### Прелуде
У априлу су отпочеле борбе на више локација у Херцеговини . 2. војна област ЈНА, којом је командовао генерал-пуковник Милутин Кукањац, распоредила је елементе 5. бањалучког корпуса и 9. книнског корпуса у рејон Купреса, заузевши град од Хрватске војске (ХВ) и ХВО-а који су заједнички бранили то подручје у бици 1992. године у бици за југ 1992. и угрозивши то од Томислава до Купена 7. априла . 4. војна област ЈНА, којом је командовао генерал Павле Стругар, ангажовала је 13. Билећки корпус и 2. Титоградски корпус да заузму Столац и већи део источне обале Неретве јужно од Мостара. Град Широки Бријег је 7. и 8. априла био на удару Југословенског ратног ваздухопловства .  

### Сиеге
Артиљеријски напади ЈНА на предграђе Мостара почели су 6. априла и град је одатле периодично гранатиран. Током следеће недеље ЈНА је постепено успоставила контролу над великим деловима града. Снаге ЈНА су 9. априла одбиле напад хрватских снага, сада у саставу ХВО-а, на мостарски војни аеродром. Снаге Територијалне одбране босанских Срба заузеле су 11. априла две оближње хидроелектране на реци Неретви.  Дана 19. априла 1992. године, генерал Момчило Перишић, командант 13. Билећког корпуса у Мостару, наредио је артиљеријским јединицама да нападну насеља Цим, Илићи, Бијели Бријег и Доња Махала.  Снаге ЈНА у Мостару бројале су 17.000 војника. 
У фебруару 1992. године, на првом од многих састанака, Бобан, Јосип Манолић,  Туђманов помоћник, а претходно хрватски премијер, и Радован Караџић, предсједник самопроглашене Републике Српске, састали су се у Грацу у Аустрији како би разговарали о подјели Босне и Херцеговине и неопходним трансферима становништва .  Караџић и Бобан су се 6. маја, без бошњачких представника, поново састали у Грацу и склопили споразум о прекиду ватре  и о територијалној подјели Босне и Херцеговине.   Споразум није обухватио Мостар: босански Срби су сматрали да источни Мостар треба да буде у српској административној јединици, док су босански Хрвати сматрали да цео Мостар треба да буде у хрватској, на основу граница Бановине Хрватске из 1939. године. Стране су се на крају разишле и следећег дана су снаге ЈНА и босанских Срба, касније преименоване у Војску Републике Српске (ВРС), извршиле напад на положаје које су држали Хрвати на источној обали реке. Осим уског појаса на источној обали Неретве, Хрвати су држали Бијело Поље на сјевероистоку. ЈНА је држала положаје на брдима са које се пружао поглед на град са истока, брду Хум јужно од града, неколико предграђа на југу и део подручја на северу. 
Хрватска војска планирала је офанзиву на ЈНА и ВРС кодног назива Операција Шакал . Циљ операције је био растеретити Мостар и разбити опкоље ЈНА опкољеног Дубровника . Припреме за операцију обавио је генерал ХВ Јанко Бобетко . Бобетко је извршио реорганизацију заповједне структуре ХВО-а. Снаге ХВО-а су крајем маја започеле серију напада на положаје ЈНА и ВРС око Мостара. Дана 23. маја ХВО је заузео планину Хум. Операција Шакал почела је 7. јуна када су снаге ХВ/ХВО-а кренуле на исток и сјевер од Чапљине према Стоцу и Мостару. Као подршка главном нападу, ХВО је напао положаје ВРС на западној обали Неретве и 11. јуна заузео планину Орловац и села Варда, Чуле и Крушево на југозападу и Јасеницу и Слипчиће на југу. До сљедећег дана ХВО је потиснуо све преостале снаге ВРС-а источно од ријеке Неретве. Српске снаге су 13. јуна уништиле два моста преко Неретве, а остао је само мост Стари мост, који је, међутим, био оштећен.  
У међувремену, снаге ХВ/ХВО-а брзо су напредовале и 14. јуна стигле до предграђа Мостара. До 15. јуна ХВО је консолидовао Столац, а 4. бојна мостарског ХВО-а заузела је касарну ЈНА "Сјеверни логор" у Мостару. Да би се извршила веза са јединицама ХВ-а и ХВО-а које су напредовале на сјевер преко Буне и Благаја, мостарске снаге ХВО-а, уз подршку 4. бојне ХВ-а 4. гардијске бригаде, кренуле су на југ од града преко Јасенице.  Две снаге које су напредовале сусреле су се на Међународном аеродрому Мостар 17. јуна. ХВО је очистио насеље Бијело Поље на сјевероистоку и напредовао даље на исток уз обронке планине Вележ .  Након повлачења ВРС из источног Мостара, Срби су протјерани из града.  До 21. јуна ВРС је потпуно потиснута из Мостара. АРБиХ је подржавала потискивање града на исток само у споредној улози. ХВО је у то вријеме био састављен и од Хрвата и од Бошњака. Иако је линија фронта још увијек била близу Мостара, узвисину која је директно гледала на Мостар на источној обали Неретве осигуравале су снаге ХВ-а и ХВО-а.  ХВО је почео да успоставља контролу над Мостаром, а по преузимању Бобан је избацио Бошњаке из јавног живота и на њихово мјесто поставио ХДЗ-ове тврдолинијаше, поставио блокаде на путевима око града и ограничио слободу кретања Бошњака унутар и изван Мостара. 

### Последице
Мостар је тешко оштећен гранатирањем ЈНА током опсаде. Међу уништеним или тешко оштећеним објектима су католичка катедрала Марије, Мајке Цркве, Фрањевачка црква и самостан, Бискупски двор (са библиотечком збирком од преко 50.000 књига), 12 од 14 џамија, историјски музеј, архиве и низ других културних институција. Сви градски мостови су порушени, а као преостали прелаз преко реке остао је само мост Стари мост. Средином јуна 1992. године, након померања борбене линије на исток, ХВО је срушио српски православни манастир Житомислић, док је Саборну цркву Свете Тројице запалила неидентификована група.  ЈНА је оптужена за малтретирање несрба и пљачку/паљење имовине Бошњака и Хрвата.  Око 90.000 од 120.000 становника Мостара је побјегло.  Хиљаде Бошњака који су напустили Мостар током опсаде почеле су да се враћају у град. Пратиле су их многе бошњачке избеглице из других босанских градова које је заузела ВРС. 
У анкетама које су у Србији током 2000-их спровели Београдски центар за људска права и Стратегиц Маркетинг Гроуп, мање од 20 одсто испитаника верује да је ЈНА заправо опседала Мостар. 

## јун 1993. – април 1994. опсада

### Прелуде
Иако првобитно у пријатељским односима, односи између два савезника почели су да се погоршавају у другој половини 1992.  Хрватска влада је играла „двоструку игру“  у Босни и Херцеговини и „војно решење је захтевало Босну као савезника, али дипломатско решење захтевало је Босну као жртву“.  Туђманова Хрватска демократска заједница (ХДЗ) заузимала је важне позиције у босанској влади, укључујући премијерску функцију и министарство одбране, али је упркос томе водила одвојену политику и одбијала да се ХВО интегрише у АРБиХ.  Јерко Доко, босански министар одбране, дао је ХВО- у приоритет у набавци војног наоружања.  Туђман је у јануару 1992. године договорио да Стјепан Кљуић, предсједник Хрватске демократске заједнице Босне и Херцеговине (ХДЗ БиХ), који се залагао за сарадњу с Бошњацима у правцу јединствене босанске државе, буде свргнут и замијењен Мате Бобаном, који је био за то да Хрватска припоји дијелове Босне и Херцеговине насељене Хрватима.   У странци је постојао раскол између Хрвата из етнички мјешовитих подручја средње и сјеверне Босне и оних из Херцеговине.  Постојали су и регионални лобији са различитим интересима унутар Бошњачке Странке демократске акције (СДА), која је укључивала Сарајево, Средњу Босну, Херцеговину, Босанску Крајину и Санџак . 
Изетбеговић је био под јаким Туђмановим притиском да пристане да Босна и Херцеговина буде у конфедерацији са Хрватском; међутим, Изетбеговић је желео да спречи да Босна и Херцеговина дође под утицај Хрватске или Србије. Зато што би то осакатило помирење Бошњака и Срба, онемогућило повратак бошњачких избеглица у источну Босну и из других разлога, успротивио се Изетбеговић. Добио је ултиматум од Бобана који је упозорио да, ако не прогласи конфедерацију са Туђманом, хрватске снаге неће помоћи у одбрани Сарајева од упоришта удаљених чак 40 km (25 mi) далеко.  Почевши од јуна, почели су разговори између Бошњака и Хрвата о војној сарадњи и могућем спајању њихових војски.  Хрватска влада је препоручила премјештање сједишта АРБиХ из Сарајева и ближе Хрватској и залагала се за његову реорганизацију у настојању да се снажно повећа хрватски утицај. 
У јуну и јулу, Бобан је појачао притисак „блокирајући испоруку оружја које је сарајевска влада, радећи око ембарга Уједињених нација (УН) на све пошиљке у бившу Југославију, тајно куповала“.  Дана 3. јула 1992. године, Хрватска заједница Херцег-Босна је формално проглашена, у амандману на првобитну одлуку из новембра 1991.   Преузела је власт над сопственом полицијом, војском, валутом и образовањем и проширила своју власт на многе области у којима су Бошњаци били већина. Дозвољавао је употребу само хрватске заставе, једина дозвољена валута била је хрватска куна, њен службени језик је био хрватски, а усвојен је и хрватски школски програм. Мостар, у којем су Бошњаци чинили незнатну већину, одређен је за главни град.  Изетбеговић и Туђман потписали су 21. јула у Загребу, Хрватска, Споразум о пријатељству и сарадњи између Босне и Херцеговине и Хрватске .  Споразум им је омогућио да "сарађују у супротстављању [српској] агресији" и координирају војне напоре.  Њиме је ХВО стављен под команду АРБиХ.  Сарадња је била нехармонична, али је омогућила транспорт оружја у АРБиХ кроз Хрватску упркос ембаргу на оружје санкционисаном УН-ом,  поново отварајући канале које је Бобан блокирао. 
У љето 1992. ХВО је почео чистити своје бошњачке припаднике  и многи су отишли у АРБиХ видећи да Хрвати имају сепаратистичке циљеве.  Како је босанска влада почела да наглашава свој исламски карактер, хрватски припадници напустили су АРБиХ да би се придружили ХВО-у или су били протјерани.  Крајем септембра, Изетбеговић и Туђман су се поново састали и покушали да успоставе војну координацију против ВРС, али безуспјешно.  До октобра, споразум је пао и након тога Хрватска је преусмерила испоруку оружја у Босну и Херцеговину тако што је запленила значајну количину за себе  и Бобан је напустио савез босанске владе.  Од октобра 1992. године, бошњачке снаге лојалне Изетбеговићу и појачане добровољцима муџахедина из неколико исламских земаља бориле су се против снага босанских Хрвата које је подржавала Хрватска војска.  У овом тренутку хрватско-бошњачки сукоб је дошао до тачке дуготрајне артиљеријске ватре са обе стране. У то вријеме ХВО је имао снагу од 45.000, а АРБиХ 80.500. АРБиХ је, међутим, била веома недовољно опремљена и чак је до краја 1993. могла снабдјети само 44.000 војника ватреним оружјем.  До новембра, хрватске снаге контролисале су око 20 одсто Босне и Херцеговине. Како се ескалација наставила, загребачка влада је распоредила јединице ХВ-а и специјалне снаге Министарства унутрашњих послова (МУП РХ) у Босну и Херцеговину.  Божо Раић, босански Хрват, министар одбране Босне и Херцеговине и члан ХДЗ-а,  окривио је српску владу за раздор и затражио од бошњачке стране да се „отрезни“. 
Након одласка снага ЈНА и ВРС у Мостар, тензије између Хрвата и Бошњака су порасле. До средине априла 1993. године постао је подијељен град са западним дијелом којим су доминирале снаге ХВО-а и источним дијелом гдје је била углавном концентрисана АРБиХ. 4. корпус АРБиХ је био стациониран у источном Мостару и под командом Арифа Пашалића .   ХВО Југоисточна Херцеговина је био под командом Миљенка Ласића.  Хрватско-бошњачки рат већ је беснео у средњој Босни, али најгоре је уследило у Мостару.  У априлу је било неколико погинулих у снајперској ватри у Мостару. Две стране су договориле примирје које није дуго трајало.  Крајем априла у потпуности је избио хрватско-бошњачки рат. Гојко Шушак, хрватски министар одбране, састао се 21. априла у Загребу са лордом Овеном. Шушак је изразио љутњу због понашања Бошњака и рекао да су се два хрватска села у источној Херцеговини предала у српске руке, а не да ризикују да дођу под контролу Бошњака.

### Напад 9. маја
Борбе су почеле у раним сатима 9. маја 1993. године. И источна и западна страна Мостара биле су под артиљеријском ватром. Међутим, докази су и даље веома подељени у погледу тога како је почео напад 9. маја 1993. године.   Уочи 9. маја, и ХВО и АРБиХ су се припремале за потенцијални напад.  Сви посматрачи међународне заједнице су изјавили да је ХВО започео напад 9. маја 1993.  Напад је изазвао гнев у УН.  Командант УНПРОФОР- а генерал Ларс-Ериц Вахлгрен назвао је то "великим хрватским нападом".  Припадници АРБиХ изјавили су да је ХВО извршио напад на АРБиХ.  Према ХВО-у, АРБиХ је ујутро 9. маја напала касарну Тихомир Мишић, коју је држао ХВО, познат и као Сјеверни логор .  Без обзира на то, не постоје наређења која потврђују да су ХВО или АРБиХ извршили напад 9. маја 1993. 
У процесу против руководства Херцег-Босне/ХВО-а, ИЦТИ је закључио да: „ХВО је 9. маја 1993. године извршио велики напад на АБиХ у Мостару, током којег је заузео комплекс зграда Враница у којем се налазило сједиште АБиХ. Током ове операције која је трајала неколико дана, војници ХВО-а дигли су у ваздух масовно хапшење ХВО-а Бесмос оф тхе Бабикуес. Муслимани у западном Мостару и одвојили мушкарце од жена, дјеце и стараца. Мушкарци који су припадали АБиХ били су заточени у згради Министарства унутрашњих послова иу 'Дуванском институту', гдје су били дивљачки премлаћени на њих су жене, дјеца и старци из Западног Мостара послани на Хелиодром гдје су држани неколико дана прије него што су се могли вратити кући. 
ХВО је протјеривао Бошњаке на подручјима Мостара које је контролисао или их слао у логоре у Дретељу, Хелиодрому, Габели и Љубушком гдје су изгладњивани, мучени и убијани. ХВО је постао пасиван на свим фронтовима према ВРС или је са њима сарађивао. Изузетак су били Орашје, Усора и Бихаћ гдје је држан савез са АРБиХ. Туђман је отпустио високе официре ХВ-а који су се противили рату са АРБиХ, а Јанко Бобетко је постављен за начелника Главног стожера Хрватске. 

### Ескалација сукоба
Главне борбене локације 9. маја биле су касарна Тихомир Мишић коју је држао ХВО и штаб АРБиХ у западном Мостару у подруму комплекса зграда званог Враница . Зграда је била снажно гранатирана 9. маја, а ХВО ју је заузео сљедећег дана. Касније је убијено 10 бошњачких ратних заробљеника из зграде.  Наредних дана вођене су жестоке уличне борбе. Заповједник ХВО-а Миливој Петковић и заповједник АРБиХ Сефер Халиловић потписали су 13. маја споразум о прекиду ватре. Међутим, борбе у граду су се наставиле. Дана 16. маја ХВО је заузео мали појас територије на десној обали Неретве. Ситуација се смирила 21. маја и две стране су остале распоређене на линијама фронта. 
Почетком јуна ХВО је контролисао знатан дио Мостара. ХВО је имао пет бригада, пук специјалних снага и око пет батаљона војне полиције. Ове снаге су подржавали и они у градовима југозападне Херцеговине укључујући Љубушки, Читлук и Чапљину. Насупрот томе, 4. корпус АРБиХ је имао само 41. мостарску бригаду под директном мостарском командом.  4. корпус је имао укупно око 4.000 људи организованих у четири бригаде.  Почетком 1993. године, Главни стожер ХВО-а је у својој Оперативној зони Југоисточна Херцеговина утврдио да је снага ХВО-а износила 6.000 официра и људи. 
АРБиХ је 30. јуна заузела касарну Тихомир Мишић на источној обали Неретве, брану хидроелектране на ријеци и главне сјеверне прилазе граду. АРБиХ је такође преузела контролу над насељем Врапчићи у сјевероисточном Мостару. Тако су обезбедили цео источни део града. Дана 13. јула АРБиХ је покренула још једну офанзиву и заузела Буну и Благај, јужно од Мостара. Два дана касније водиле су се жестоке борбе преко линије фронта за контролу над сјеверним и јужним прилазима Мостару. ХВО је кренуо у контранапад и поново заузео Буну.  АРБиХ није могла поновити своје побједе у средњој Босни против ХВО-а и потпуно истјерати хрватске снаге. У западном дијелу града ХВО је остао под контролом. Потом су протјерали бошњачко становништво из западног Мостара, док су хиљаде мушкараца одведене у импровизоване логоре, већином у некадашњи хелиодром у близини села Дретељ, јужно од Мостара.  АРБиХ је заробљенике Хрвате држала у заточеничким објектима у селу Потоци, сјеверно од Мостара, иу четвртом основношколском логору у Мостару. Обје стране су се смириле и прешле на гранатирање и снајперско дјеловање, иако је надмоћније тешко наоружање ХВО-а нанијело озбиљну штету источном Мостару. 
Између јуна 1993. и априла 1994. ХВО је опсједао источну страну Мостара. МКСЈ је утврдио да су "током овог периода источни Мостар и насеље Доња Махала на западу били подвргнути дуготрајном војном нападу од стране ХВО-а, укључујући интензивну и непрекидну ватру и гранатирање. Ова ватра и гранатирање изазвало је много жртава, укључујући смрт многих цивила и представника међународних организација. Десет џамија је у потпуности оштећено или уништено. Због тога је муслиманско становништво било присиљено да живи у екстремно тешким условима, без хране, воде, струје и адекватне неге, силовали су војници ХВО-а, пре него што су били присиљени да пребаце линију фронта у источни Мостар.  ХВО је испалио преко 100.000 граната у источни Мостар. 
Током хрватско-бошњачког сукоба, Срби, који су и даље били најјача снага, сарађивали су и са Бошњацима и са Хрватима, водећи локалну политику балансирања и савезништво са слабијом страном. На ширем подручју Мостара Срби су пружали војну подршку бошњачкој страни.  Артиљерија ВРС-а престала је да пуца на АРБиХ која је држала источни Мостар и гранатирала је положаје ХВО-а на брдима изнад Мостара. 
У септембру 1993. АРБиХ је покренула операцију познату као Операција Неретва '93 против ХВО-а у циљу пробоја у долину јужне Неретве и пораза ХВО-а у Херцеговини. Изведени су координирани напади на положаје ХВО-а у том подручју. Тежиште напада било је упориште ХВО-а Врди сјеверно од Мостара, али је ХВО успио одбити напад. Снаге АРБиХ и ХВО-а имале су сукобе у Мостару и његовим предграђима Бијело Поље и Раштани . АРБиХ је остварила одређене ограничене добитке нападајући из града у три правца. ХВО је одговорио артиљеријским гранатирањем источног дијела града 23. септембра и неефикасним контранападом 24. септембра. Употреба артиљерије од стране АРБиХ и ХВО-а додатно је оштетила град, али ниједна страна није остварила значајније добитке. Након вишедневних преговора, 3. октобра је договорено примирје. Десетине хрватских цивила убијено је у селима сјеверно од Мостара током операције.   Туђман је 22. октобра наложио Шушку и Бобетку да и даље подржавају Херцег-Босну, сматрајући да се ту „решавају будуће границе хрватске државе“. 

### Рушење Старог моста
Након завршетка опсаде ЈНА, Стари мост је био последњи мост који је повезивао две обале реке Неретве. АРБиХ је држала положаје у непосредној близини моста и користила га је АРБиХ у периоду од маја до новембра 1993. године за борбена дејства на првој линији фронта, као и за становнике десне и лијеве обале Неретве као средство комуникације и снабдијевања.  Почетком јуна 1993. године ХВО је гранатирао мост Стари мост, а 8. новембра тенк ХВО-а је почео да пуца на мост све док се није срушио у Неретву 9. новембра.  
На састанку 10. новембра са руководством Херцег Босне, Туђман је питао ко је срушио мост. Руководство је негирало одговорност, Бобан је одговорио да је "раније толико пуцано, а падале су страшне кише, да се сам срушио", док је Прлић рекао да њихови људи не могу да дођу до моста.  Туђман је био забринут да ограничи реакцију међународне заједнице и медија.  Хрватски државни дневни лист Вјесник окривио је "свет који није учинио ништа да заустави рат", док је Хрватска радиотелевизија окривила Бошњаке.  Уништењем је практично потпуно изолована бошњачка енклава Доња Махала на десној обали Неретве. Неколико дана касније ХВО је уништио импровизовани мост Каменица, који је изградила АРБиХ у марту 1993.  МКСЈ у предмету Прлић и др. У предмету је закључено да је мост био легитимни војни циљ ХВО-а, али да је његово уништење нанијело несразмјерну штету бошњачком цивилном становништву Мостара.  Председавајући судија Жан-Клод Антонети дао је издвојено мишљење и рекао да "анализа видео-снимка није омогућила Већу да ван разумне сумње утврди ко је изазвао коначно урушавање Старог моста". 

### Вашингтонски споразум
У септембру 1993. године покушај помирења хрватске и бошњачке стране потопљен је наставком борби у средњој Босни и Мостару и чињеницом да Бошњаци у то вријеме нису били заинтересовани за мир. У лето 1993. Туђман и Милошевић су предложили сопствене планове за лабаву унију три републике. Изетбеговић је рекао да ће пристати на то под условом да бошњачка јединица чини најмање 30 одсто Босне и Херцеговине и да има излаз на ријеку Саву и Јадранско море . Српска страна је била спремна да прихвати само 24 одсто, а план није успео.  У јануару 1994. Изетбеговић је Туђману доставио два различита плана подјеле Босне и Херцеговине и оба су одбијена. 
До фебруара 1994. генерални секретар УН је известио да се у Босни и Херцеговини налази између 3.000 и 5.000 хрватских редовних војника, а Савет безбедности УН је осудио Хрватску, упозоравајући да ће, ако не оконча „све облике мешања“, бити предузете „озбиљне мере“.   Босанска влада је навела цифру од 20.000, назвавши то инвазијом.  Истог мјесеца, Бобан и тврдолинијаши ХВО-а су смијењени с власти,  док су из АРБиХ отпуштени "криминални елементи". 
У Вашингтону су 26. фебруара почели разговори између челника босанскохерцеговачке владе и Мате Гранића, хрватског министра иностраних послова о могућностима трајног прекида ватре и конфедерације бошњачких и хрватских регија.  До тада је обим територије Босне и Херцеговине под контролом ХВО-а пао са 20 посто на 10 посто.   Под снажним америчким притиском  у Вашингтону је 1. марта постигнут привремени споразум о хрватско-бошњачкој федерацији . Споразум о прекиду ватре потписали су 18. марта, на свечаности коју је приредио амерички предсједник Билл Цлинтон, премијер БиХ Харис Силајџић, хрватски министар вањских послова Мате Гранић и предсједник Херцег-Босне Крешимир Зубак . Споразум су потписали и босански предсједник Алија Изетбеговић и хрватски предсједник Фрањо Туђман, чиме је заправо окончан хрватско-бошњачки рат. Према споразуму, комбинована територија коју су држале хрватске и босанске владине снаге подељена је на десет аутономних кантона. 
Иако је ХВО имао предност у наоружању, битка за Мостар је завршена неодлучно и град је подијељен на два дијела по етничкој основи.   Мостар је дошао под управу ЕУ на прелазни двогодишњи период током којег је требало да буде реинтегрисан као "јединствена, самоодржива и мултиетничка управа". УН су 23. маја успоставиле споразум о слободи кретања у регији Мостара, али становници града Мостара и даље нису могли путовати између истока и запада. Хрватски лидери протестовали су против оба споразума у западном Мостару. Мостарски бискуп је тврдио да је то град са хрватском већином који је дио католичке Херцег-Босне и да администрација ЕУ није воља народа. 
Неколико месеци након Вашингтонског споразума хрватска влада је наставила да се бави иредентизмом . Према писању Новог листа, Ивић Пашалић, који је био кључни Туђманов савјетник и дјеловао у његово име, предводио је трочлану делегацију код Бањалуке како би са Караџићем разговарали о подјели Босне и Херцеговине. Караџић је на састанку предложио размјену територија и становништва, што је Туђмана веома занимало. 

## Жртве, демографска промена и разарања
Опсада је резултирала смрћу око 2.000 особа.   Према извјештају Еве Табеау, који је користио МКСЈ, у источном Мостару је од маја 1993. до краја сукоба умрло најмање 539 особа. Тај број не укључује 484 смрти које су имале непознато место погибије, али су се догодиле током опсаде. Од 539 погинулих, 49,5% су били цивили, а 50,5% борци. 
Мостарска општина је прије рата имала 43.856 Бошњака, 43.037 Хрвата, 23.846 Срба и 12.768 Југословена.  Мостар Запад, Мостар Југозапад и Мостар Југ имали су релативну хрватску већину, Мостар Сјевер и Мостар Стари град имали су релативну бошњачку већину, а Југоисток Мостара апсолутну већину. Према подацима из 1997. године, општине које су 1991. имале релативну већину Хрвата постале су све хрватске, а општине које су имале бошњачку већину постале су све бошњачке.  Због расељавања људи из других градова у Босни и Херцеговини током рата, источни Мостар је имао преко 30.000 расељених лица из источне Херцеговине, Стоца, Чапљине и западног Мостара. У западном Мостару било је око 17.000 расељених лица из средње Босне, Сарајева, Јабланице и Коњица. Чини се да је у западном Мостару постојао намјерни пројекат хрватске владе да тамо пресели Хрвате како би се успоставила демографска и политичка контрола. Међународна кризна група је приметила да је "уска бошњачка плуралност из 1991. постала значајна хрватска већина". 
Мостар је био „најтеже разрушени град у Босни и Херцеговини“. Највише је погођено подручје у источном Мостару насељеном бошњацима и бошњачком дијелу западног Мостара гдје је уништено или веома оштећено око 60 до 75 посто објеката. У западном Мостару насељеном Хрватима око 20 посто зграда је тешко оштећено или уништено, углавном на западној страни линије непријатељства Булевара. Процењује се да је погођено 6.500 од 17.500 стамбених јединица у граду. 
По завршетку рата покренути су планови за реконструкцију моста. Свјетска банка, Организација Уједињених нација за образовање, науку и културу (УНЕСЦО), Фонд за културу Ага Кана и Свјетски фонд за споменике формирали су коалицију за надгледање реконструкције Старог моста и историјског центра Мостара. Додатна средства обезбедиле су Италија, Холандија, Турска, Хрватска и Развојна банка Савета Европе, као и Влада БиХ. У октобру 1998. УНЕСЦО је основао међународни комитет експерата који ће надгледати радове на пројектовању и реконструкцији. Одлучено је да се изгради мост што сличнији оригиналу, користећи исту технологију и материјале.  Мост је поново изградила турска компанија Ер-Бу Цонструцтион Цорп од локалних материјала, користећи отоманске грађевинске технике. Коришћен је камен тенелија из локалних каменолома, а рониоци мађарске војске извлачили су камење са првобитног моста из реке испод. Реконструкција је почела 7. јуна 2001. године. Реконструисани мост је свечано отворен 23. јула 2004. 

## Тужилаштво
Руководство ХВО-а, Јадранко Прлић, Бруно Стојић, Миливој Петковић, Валентин Ћорић, Берислав Пушић и Слободан Праљак, осуђени су 2013. године првостепеном пресудом МКСЈ-а за ратне злочине током рата у БиХ. Веће је у пресуди констатовало да је током присуства ХВО-а у Мостару хиљаде босанских Муслимана и других нехрвата протерано из западног дела града и протерано у источни део.  Командант АРБиХ Сефер Халиловић оптужен је пред Хашким трибуналом за ратне злочине почињене током операције Неретва '93 и проглашен је невиним.  Суд БиХ је 2007. године осудио осам бивших војника АРБиХ за злочине над хрватским заробљеницима у Мостару. Четворица бивших припадника ХВО-а осуђена су 2011. године за злочине над Бошњацима у затвору Војно. 2014. године почело је суђење петорици бивших војника АРБиХ за злочине над Хрватима у селу Потоци код Мостара.

### Књиге и часописи
- Armaly, Maha; Blasi, Carlo; Hannah, Lawrence (2004). „Stari Most: Rebuilding More Than a Historic Bridge in Mostar”. Museum International. 56 (4): 6—17. S2CID 161607816. doi:10.1111/j.1468-0033.2004.00044.x.
- Bethlehem, Daniel L.; Weller, Marc (1997). The 'Yugoslav' Crisis in International Law. Cambridge International Documents Series. 5. Cambridge University Press. стр. liiv. ISBN 978-0-521-46304-1.
- Bollens, Scott A. (2007). Cities, Nationalism and Democratization. London and New York: Routledge. ISBN 978-1-134-11183-1.
- Burg, Steven L.; Shoup, Paul S. (1999). The War in Bosnia-Herzegovina: Ethnic Conflict and International Intervention. Armonk: M. E. Sharpe. ISBN 978-0-7656-3189-3.
- Central Intelligence Agency, Office of Russian and European Analysis (2002). Balkan Battlegrounds: A Military History of the Yugoslav Conflict, 1990–1995, Volume 1. Washington, D.C.: Central Intelligence Agency. ISBN 978-0-16-066472-4.
- Central Intelligence Agency, Office of Russian and European Analysis (2002). Balkan Battlegrounds: A Military History of the Yugoslav Conflict, 1990–1995, Volume 2. Washington, D.C.: Central Intelligence Agency. ISBN 978-0-16-066472-4.
- Christia, Fotini (2012). Alliance Formation in Civil Wars. Cambridge: Cambridge University Press. ISBN 978-1-139-85175-6.
- Goldstein, Ivo (1999). Croatia: A History. London: C. Hurst & Co. ISBN 978-1-85065-525-1.
- Hoare, Marko Attila (март 1997). „The Croatian Project to Partition Bosnia-Hercegovina, 1990–1994”. East European Quarterly. 31 (1): 121—138.
- Hoare, Marko Attila (2010). „The War of Yugoslav Succession”.  Ур.: Ramet, Sabrina P. Central and Southeast European Politics Since 1989. Cambridge: Cambridge University Press. стр. 111—136. ISBN 978-1-139-48750-4.
- Hockenos, Paul (2003). Homeland Calling: Exile Patriotism and the Balkan Wars. Ithaca: Cornell University Press. ISBN 978-0-8014-4158-5.
- Ivković, Sanja Kutnjak; Hagan, John (2011). Reclaiming Justice: The International Tribunal for the Former Yugoslavia and Local Courts. New York: Oxford University Press. ISBN 978-0-19-534032-7.
- Kumar, Radha (1999). Divide and Fall?: Bosnia in the Annals of Partition. London and New York: Verso. ISBN 978-1-85984-183-9.
- Kurspahić, Kemal (2003). Prime Time Crime: Balkan Media in War and Peace. Washington, D.C.: United States Institute of Peace. ISBN 978-1-929223-39-8.
- Lukic, Reneo; Lynch, Allen (1996). Europe from the Balkans to the Urals: The Disintegration of Yugoslavia and the Soviet Union. Oxford: Oxford University Press. ISBN 978-0-19-829200-5.
- Magaš, Branka; Žanić, Ivo (2001). The War in Croatia and Bosnia-Herzegovina 1991–1995. London: Frank Cass. ISBN 978-0-7146-8201-3.
- Malcolm, Noel (1995). Povijest Bosne: kratki pregled [Bosnia: A Short History]. Erasmus Gilda. ISBN 9783895470820.
- Mulaj, Kledja (2008). Politics of Ethnic Cleansing: Nation-State Building and Provision of Insecurity in Twentieth-Century Balkans. Lanham: Rowman & Littlefield. ISBN 978-0-7391-4667-5.
- Mojzes, Paul (2011). Balkan Genocides: Holocaust and Ethnic Cleansing in the 20th Century. Plymouth: Rowman and Littlefield Publishers. ISBN 978-1-4422-0663-2.
- Nizich, Ivana (1992). War Crimes in Bosnia-Heczegovina. 1. New York: Human Rights Watch. ISBN 978-1-56432-083-4.
- Ramet, Sabrina P. (2006). The Three Yugoslavias: State-Building and Legitimation, 1918–2005. Bloomington: Indiana University Press. ISBN 978-0-253-34656-8.
- Ramet, Sabrina P. (2010). „Politics in Croatia since 1990”.  Ур.: Ramet, Sabrina P. Central and Southeast European Politics Since 1989. Cambridge: Cambridge University Press. стр. 258—285. ISBN 978-1-139-48750-4.
- Ruggles, D. Fairchild (2012). On Location: Heritage Cities and Sites. New York, NY: Springer. ISBN 978-1-4614-1108-6.
- Sells, Michael Anthony (1998). The Bridge Betrayed: Religion and Genocide in Bosnia. Berkeley: University of California Press. ISBN 978-0-520-92209-9.
- Shrader, Charles R. (2003). The Muslim-Croat Civil War in Central Bosnia: A Military History, 1992–1994. College Station, Texas: Texas A&M University Press. ISBN 978-1-58544-261-4.
- Tanner, Marcus (2001). Croatia: a nation forged in war (2nd изд.). New Haven; London: Yale University Press. ISBN 0-300-09125-7.
- Thomas, Nigel (2006). The Yugoslav Wars (2): Bosnia, Kosovo, and Macedonia, 1992–2001. New York: Osprey Publishing. ISBN 978-1-84176-964-6.
- Toal, Gerard; Dahlman, Carl T. (2011). Bosnia Remade: Ethnic Cleansing and Its Reversal. New York: Oxford University Press. ISBN 978-0-19-973036-0.
- Trifunovska, Snežana (1994). Yugoslavia Through Documents: From its Creation to its Dissolution. Dordrecht: Martinus Nijhoff Publishers. ISBN 978-0-7923-2670-0.
- Udovički, Jasminka; Štitkovac, Ejub (2000). „Bosnia and Hercegovina: The Second War”.  Ур.: Udovički, Jasminka; Ridgeway, James. Burn This House: The Making and Unmaking of Yugoslavia. Durham: Duke University Press. стр. 175—216. ISBN 978-0-8223-2590-1.
- Dyker, David A.; Vejvoda, Ivan (2014). Yugoslavia and After: A Study in Fragmentation, Despair and Rebirth. New York City: Routledge. ISBN 978-1-317-89135-2.
- Walasek, Helen (2015). Bosnia and the Destruction of Cultural Heritage. Dorchester: Ashgate Publishing. ISBN 978-1-4094-3704-8.
- Yarwood, John R.; Seebacher, Andreas; Strufe, Niels; Wolfram, Hedwig (1999). Rebuilding Mostar: Urban Reconstruction in a War Zone. Liverpool: Liverpool University Press. ISBN 978-0-85323-903-1.

### Новински чланци
- Burns, John F. (6. 7. 1992). „Croats Claim Their Own Slice of Bosnia”. New York Times.
- Burns, John F. (21. 7. 1992). „U.N. Resumes Relief Flights to Sarajevo”. New York Times.
- Burns, John F. (26. 7. 1992). „Croatian Pact Holds Risks for Bosnians”. New York Times.
- Darnton, John (16. 2. 1994). „U.N. Forcing Croatia to Acknowledge Its 'Invisible' Army in Bosnia”. New York Times.
- Lewis, Paul (4. 2. 1994). „U.N. Security Council Warns Croatia on Troops in Bosnia”. New York Times.
- Kaufman, Michael T. (13. 7. 1992). „A Bridge Over Bosnia's Desperation”. The New York Times.
- Williams, Carol J. (9. 5. 1992). „Serbs, Croats Met Secretly to Split Bosnia”. Los Angeles Times.

### Међународни, владини и НВО извори
- „Prlić et al. – Case Information Sheet” (PDF). International Criminal Tribunal for the former Yugoslavia. IT-04-74.
- „Prosecutor v. Jadranko Prlić, Bruno Stojić, Slobodan Praljak, Milivoj Petković, Valentin Ćorić, Berislav Pušić - Judgement - Volume 2 of 6” (PDF). International Criminal Tribunal for the former Yugoslavia. 29. 5. 2013.
- „Prosecutor v. Jadranko Prlić, Bruno Stojić, Slobodan Praljak, Milivoj Petković, Valentin Ćorić, Berislav Pušić - Judgement - Volume 3 of 6” (PDF). International Criminal Tribunal for the former Yugoslavia. 29. 5. 2013.
- „Prosecutor v. Jadranko Prlić, Bruno Stojić, Slobodan Praljak, Milivoj Petković, Valentin Ćorić, Berislav Pušić - Judgement - Volume 6 of 6” (PDF). International Criminal Tribunal for the former Yugoslavia. 29. 5. 2013.
- „Prosecutor v. Jadranko Prlić, Bruno Stojić, Slobodan Praljak, Milivoj Petković, Valentin Ćorić, Berislav Pušić - Judgement - Summary” (PDF). International Criminal Tribunal for the former Yugoslavia. 29. 5. 2013.
- „Prosecutor v. Sefer Halilović - Appeals Chamber Judgement” (PDF). International Criminal Tribunal for the former Yugoslavia. 16. 10. 2007.
- „Croatian Presidential Transcripts for 10-11-93 - exhibit P06581”. International Criminal Tribunal for the former Yugoslavia. 26. 10. 2007. Недостаје или је празан параметар |url= (помоћ)
- Tabeau, Ewa (2009). Conflict in Numbers: Casualties of the 1990s Wars in the Former Yugoslavia (1991–1999)] (PDF). Helsinki Committee for Human Rights in Serbia.